# Foguete multiestágios

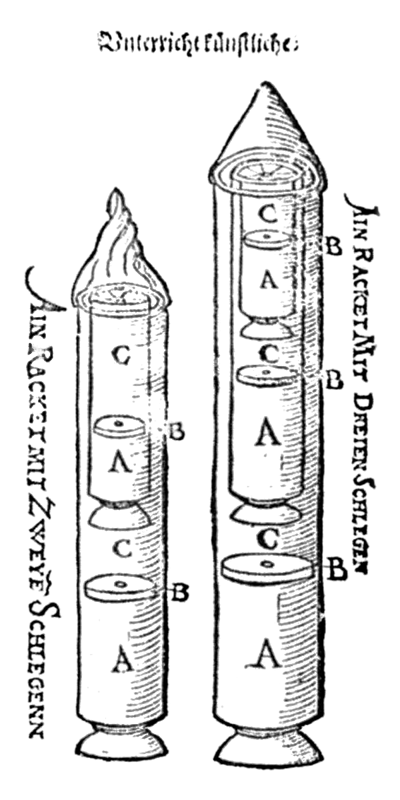
O conceito de foguete multiestágio é conhecido desde os primórdios da ciência dos foguetes.

Um foguete multiestágios é um veículo lançador que usa dois ou mais estágios, cada um deles contendo seu próprio motor e propelentes. Os estágios de um foguete, podem ser dispostos "em série" (um em cima do outro) ou em "paralelo" (um ao lado do outro). O resultado é a eficiência combinada de vários foguetes num só. Foguetes de dois estágios, são bastante comuns, mas foguetes com até cinco estágios já foram lançados com sucesso.
Com a tecnologia atual, colocar uma carga em órbita ou envia-la a um outro planeta ou mais além, o uso de estágios nos foguetes, é imprescindível.

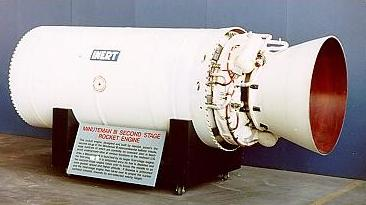
O segundo estágio de um míssil Minuteman III.